# Стоян Ставрев
Стоян Ставрев (болг. Стоян Ставрев, * 7 грудня 1975, Болгарія) — болгарський футболіст, воротар пловдивського «Локомотива».

## Титули і досягнення
- Чемпіон Болгарії (2):

«Литекс»: 1997-98, 1998-99
- Володар Кубка Болгарії (2):

«Литекс»: 2000-01, 2003-04